# CS Aerostar Bacău
Clubul Sportiv Aerostar Bacău, cunoscut sub numele de Aerostar Bacău, sau pe scurt Aerostar, este un club de fotbal profesionist din Bacău, România, ce evoluează în prezent în Liga a III-a. 
Clubul este numit după sponsor, compania aeronautică Aerostar S.A.. A fost fondat în anul 1977, cu numele original Aripile Victoria Bacău. Numele a fost schimbat la Aerostar în anul 1992. Cea mai bună performanță a echipei a fost locul 8 în Divizia B, în sezonul 1989-1990.

## Palmares
Liga a III-a
- Caștigătoare (4): 1984–85, 1987–88, 2017–18, 2019–20
- Locul doi (3): 1982–83, 1983–84, 2007–08

Liga a IV-a – 
Județul Bacău
- Caștigătoare (3): 1976–77, 1979–80, 1998–99

## Istorie

### Primii ani și ascensiunea (1977–1992)
Înființat în 1977 sub numele de Aripile Bacău, clubul a fost înscris direct în Divizia C, fiind repartizat în seria a doua. Echipa a obținut doar un loc 14 din 16 în primul sezon și un loc 15 la finalul celui de-al doilea, fiind retrogradată la nivelul patru al sistemului ligii românești de fotbal. După un sezon de absență, Aripile a promovat înapoi în Divizia C, schimbându-și numele în Victoria IRA Bacău . 
Ca Victoria IRA, rezultatele au început să apară: 1980–81 – locul 6 și 1981–82 – locul 5. În vara anului 1982, proprietatea clubului a decis să schimbe numele echipei din nou în cel vechi, Aripile Bacău. A urmat un sezon fantastic, în care Aripile a luptat pentru promovare până în ultimele runde, terminând pe locul 2, la 5 puncte de rivala locală, Partizanul Bacău și la două puncte peste o altă echipă din județul Bacău, Petrolul Moinești. În sezonul următor, „Aviatorii” au fost și mai aproape de obiectivul promovării, fiind despărțiți de lider, Fepa 74 Bârlad, doar de un punct. În sfârșit, galben-albaștrii au promovat pentru prima dată în Divizia B la finalul sezonului 1984–85, când și-au asigurat primul loc în detrimentul Mecanicăi Vaslui, o altă echipă din județul Vaslui, la fel ca și cei de la Fepa 74. 
Primul sezon în Divizia B s-a încheiat cu o binemeritată salvare de la retrogradare după o luptă grea cu echipe precum: Metalul Plopeni, Dunărea Călărași sau Chimia Fălticeni. La sfârșitul sezonului, clubul și-a schimbat din nou numele, de această dată în Aripile Victoria Bacău, un mix între cele două denumiri anterioare: Aripile Bacău și Victoria IRA Bacău. Clubul a retrogradat la finalul sezonului ca fiind primul clasat sub linia roșie, la doar un punct de primul loc sigur, ocupat de CS Botoșani. Reveniți în gradul al treilea, „Aviatorii” s-a dovedit a fi o echipă foarte bună, terminând cu nouă puncte peste aceeași Mecanica Vaslui, echipă care a pierdut și lupta pentru promovare în fața lui Aripile, încă în 1985.
În vara anului 1988, cu ocazia promovării, Aripile Victoria a devenit din nou doar Aripile și a terminat pe locul 13, la doar un punct de zona retrogradării unde se aflau vechile rivale de la Metalul Plopeni și Fepa 74. Sezonul următor, 1989–90, a fost cel mai bun din istoria clubului, care a obținut un neașteptat loc 8, fiind situat peste echipe precum: Foresta Fălticeni, Poiana Câmpina sau Ceahlăul Piatra Neamț, printre altele. După Revoluția Română din 1989, compania aeronautică și implicit echipa au fost afectate de dezorganizare din partea conducerii instituțiilor publice și au urmat două clasamente dezamăgitoare: 1990–91 –  locul 13 și 1991–92 – locul 16, ultimul rezultat însemnând și retrogradarea în liga a III-a. 

### Aerostar, un clasic al Ligii III (1992-prezent)
Un eveniment notabil s-a petrecut în vara anului 1992, când clubul și-a schimbat numele în Aerostar Bacău, schimbare care a fost de fapt o mișcare normală, după ce firma-mamă și-a schimbat numele și în Aerostar SA. La finalul sezonului 1992–93, galbenii-albaștrii au terminat doar pe locul 4, după Constructorul Iași, Mureșul Toplița și Harghita Odorheiu Secuiesc și nimic nu anunța la acea vreme dezastrul care va distruge clubul în sezonul 1993–94, când, din cauza unor probleme financiare, clubul a fost exclus din Divizia C, fiind ulterior dizolvat. După un an de inactivitate, clubul a fost refondat cu același nume de Aerostar Bacău, în vara anului 1995. „Aviatorii” au fost înscriși în Divizia D, având în frunte și un nou președinte, în persoana lui Doru Damaschin. Dar revenirea lui Aerostar în fotbalul național a fost dificilă în comparație cu alte cluburi, după cinci ani grei petrecuți la nivel județean, băcăuanul a promovat înapoi în Divizia C la finalul sezonului 1998–99. 
Revenit la nivelul trei, Aerostar nu a mai retrogradat niciodată, dar nici nu a reușit să promoveze în liga a II-a în următorii 18 ani. În această perioadă, clubul a obținut rezultate mai bune sau mai puțin bune: al 2-lea (2007–08), al 3-lea (1999–00, 2003–04, 2004–05), al 4-lea (2005–06, 2014–15, 2016–17), al 5-lea (2006–07), al 6-lea (2011–12), al 7-lea (2001–02, 2008–09, 2015–16), al 9-lea (2000–01, 2002–03, 2012–13), al 10-lea (2010-11), al 11-lea (2013-14) și al 12-lea (2009-10). 
În vara lui 2017, din cauza lipsei de cluburi puternice de fotbal din oraș, fapt datorat dizolvării celui mai important club, FCM Bacău, în vara anului 2014, retrogradarea echipei SC Bacău la finalul sezonului 2016–17, dar și dispariția altor cluburi precum Letea, Pambac sau Willy, Aerostar a primit sprijin financiar și de la Municipiul Bacău pentru a ajunge la promovarea în gradul doi. Cristian Popovici a fost ales pentru a fi noul manager al echipei și jucători importanți, precum Ionuț Mihălăchioae și Cătălin Vraciu, au semnat contracte cu „aviatorii”. Bătălia pentru promovare a fost una foarte grea și a trecut în ultimele runde, când Aerostar s-a impus cu 1–0 în fața Oțelul Galați și și-a asigurat promovarea în fața „Oțelului” și în fața FK Miercurea Ciuc. Așadar, Aerostar a promovat înapoi în Liga a II-a după 26 de ani de absență și la 18 ani de la revenirea în Liga a III-a, în 1999. Această promovare a venit ca o gură de oxigen pentru fotbalul din Bacău și județul Bacău într-o perioadă în care Aerostar a ajuns să fie singura echipă care reprezintă orașul și județul în primele trei ligi și într-un moment în care Stadionul Municipal a devenit o ruină.

## Palmares
Liga a III-a
- Caștigătoare (4): 1984–85, 1987–88, 2017–18, 2019–20
- Locul doi (3): 1982–83, 1983–84, 2007–08

Liga a IV-a – 
Județul Bacău
- Caștigătoare (3): 1976–77, 1979–80, 1998–99plppl

## Parcursul competițional
| Sezon   | Nivel | Divizie                     | Loc      | Cupa României |
| ------- | ----- | --------------------------- | -------- | ------------- |
| 2023–24 | 3     | Liga a III-a (Seria I)      | TBD      |               |
| 2022–23 | 3     | Liga a III-a (Seria a II-a) | 4        |               |
| 2021–22 | 3     | Liga a III-a (Seria a II-a) | 3        |               |
| 2020–21 | 2     | Liga a II-a                 | 20 (R)   | Turul trei    |
| 2019–20 | 3     | Liga a III-a (Seria I)      | 1 (C, P) | Turul partu   |
| 2018–19 | 2     | Liga a II-a                 | 17 (R)   | Turul partu   |
| 2017–18 | 3     | Liga a III-a (Seria I)      | 1 (C, P) | Șaisprezecimi |
| 2016–17 | 3     | Liga a III-a (Seria I)      | 4        | Turul partu   |
| 2015–16 | 3     | Liga a III-a (Seria I)      | 7        | Turul trei    |
| 2014–15 | 3     | Liga a III-a (Seria I)      | 4        | Șaisprezecimi |
| 2013–14 | 3     | Liga a III-a (Seria I)      | 11       | Turul doi     |
| 2012–13 | 3     | Liga a III-a (Seria I)      | 9        | Turul trei    |
| 2011–12 | 3     | Liga a III-a (Seria I)      | 6        | Primul tur    |
| 2010–11 | 3     | Liga a III-a (Seria I)      | 10       |               |
| 2009–10 | 3     | Liga a III-a (Seria I)      | 12       | Primul tur    |
| 2008–09 | 3     | Liga a III-a (Seria I)      | 7        |               |

| Sezon     | Nivel | Divizie                   | Loc    | Cupa României |
| --------- | ----- | ------------------------- | ------ | ------------- |
| 2007–08   | 3     | Liga a III-a (Seria I)    | 2      |               |
| 2006–07   | 3     | Liga a III-a (Seria I)    | 5      |               |
| 2005–06   | 3     | Divizia C (Seria I)       | 4      |               |
| 2004–05   | 3     | Divizia C (Seria I)       | 3      |               |
| 2003–04   | 3     | Divizia C (Seria a II-a)  | 3      |               |
| 2002–03   | 3     | Divizia C (Seria I)       | 9      |               |
| 2001–02   | 3     | Divizia C (Seria I)       | 7      |               |
| 2000–01   | 3     | Divizia C (Seria a II-a)  | 9      |               |
| 1999–2000 | 3     | Divizia C (Seria I)       | 3      |               |
| 1993–94   | 3     | Divizia C (Seria I)       | 20 (R) |               |
| 1992–93   | 3     | Divizia C (Seria I)       | 4      |               |
| 1991–92   | 2     | Divizia B (Seria a III-a) | 16 (R) |               |
| 1990–91   | 2     | Divizia B (Seria I)       | 13     |               |
| 1989–90   | 2     | Divizia B (Seria I)       | 8      |               |
| 1988–89   | 2     | Divizia B (Seria I)       | 13     |               |

## Lot

### Jucători actuali
La 6 septembrie 2023.
| Nr. |         | Poziție | Jucător                                |
| --- | ------- | ------- | -------------------------------------- |
| 1   | România | P       | Ovidiu Mocanu                          |
| 2   | România | F       | Rareș Bordeianu                        |
| 3   | România | F       | Robert Bucur                           |
| 5   | România | F       | Marian Botezatu                        |
| 6   | România | F       | Andrei Azoiței ( loan de la Poli Iași) |
| 7   | România | M       | Filip Belciu                           |
| 8   | România | M       | Eric Pal                               |
| 9   | România | A       | Iulian Coroamă                         |
| 10  | România | M       | Marius Matei                           |
| 11  | România | F       | Alexandru Arnold                       |
| 13  | România | M       | Ianis Huiban                           |
| 16  | România | M       | Alexandru Băisan                       |

| Nr. |         | Poziție | Jucător                 |
| --- | ------- | ------- | ----------------------- |
| 17  | România | M       | George Paveliuc         |
| 19  | România | M       | Nicolas Constantinescu  |
| 20  | România | F       | Marius Telcean          |
| 21  | România | M       | Denis Căpușă            |
| 22  | România | F       | Marian Prenţu (Captain) |
| 23  | România | F       | Alexandru Benchea       |
| 26  | România | M       | Răzvan Tilibașa         |
| 29  | România | A       | Alin Dobre              |
| 30  | România | P       | Andrei Tancău           |
| 33  | România | F       | Paul Atodiresei         |
| 77  | România | M       | Alessandro Bobârnac     |
|     | România | F       | Marian Botezatu         |

## Foști Jucători
- Marian Purică
- Radu Ciobanu
- Costel Pantilimon
- Steve Reese
- Claudiu Corneanu
- Costel Câmpeanu
- Iulian Cristea
- Sebastian Ghinga
- Petre Grigoraș
- Vasile Acasandrei